# Schmiedt Gábor
Schmiedt Gábor (Budapest, 1962. január 25. –) magyar vízilabdázó, olimpikon.

## Pályafutása
A Vasas Izzóban kezdett vízilabdázni. Az  1980-as junior Eb-n harmadik lett. 1981-ben került be a felnőtt válogatottba. Ebben az évben harmadik lett az Európa-bajnokságon. 1982-ben a felnőtt vb-n második, a junior Eb-n hatodik lett. Az 1983-as világkupán hetedik volt. Az Európa-bajnokságokon 1983-ban ezüstérmet, 1985-ben 5. helyezést szerzett. Az 1985-1986-os szezonban a Bp. Honvéd játékosa volt. A világbajnokságon kilencedik lett. 1987-ben az Eb-n, 1988-ban az olimpián volt ötödik. Az 1989-es Eb-n kilencedik helyezést ért el. 1991-ben harmadik lett a vb-n, negyedik a világkupán, ötödik az Eb-n. 1992-ben magyar bajnokságot nyert. A barcelonai olimpián hatodik volt. A Tungsram SC megszűnése után a Kordaxhoz igazolt, majd 423 lejátszott elsőosztályú mérkőzés után befejezte játékos pályafutását.

## Eredményei
- Magyar bajnokság
  - bajnok (1992)
  - ezüstérmes (1988)
  - bronzérmes (1991, 1993)

- Világbajnokság
  - ezüstérmes (1982)
  - bronzérmes (1991)
- Európa-bajnokság
  - ezüstérmes (1983)
  - bronzérmes (1981)
- Junior Európa-bajnokság
  - bronzérmes (1980)